# Büyükkoç, Fatsa
Büyükkoç là một xã thuộc huyện Fatsa, tỉnh Ordu, Thổ Nhĩ Kỳ. Dân số thời điểm năm 2010 là 359 người.